# Luca Cupido
Luca Cupido, född 9 november 1995, är en amerikansk vattenpolospelare som spelar i USA:s herrlandslag i vattenpolo. Han deltog i olympiska sommarspelen 2016 där USA slutade på tionde plats och i olympiska sommarspelen 2020 där USA slutade på sjätte plats.
Cupido studerade vid University of California, Berkeley där han spelade för California Golden Bears. Han har tagit guld vid panamerikanska spelen 2015, 2019 och 2023.